# 第勒纳高地
第勒纳高地（Tyrrhena Terra）是火星第勒尼安海区中，位于赤道以南，紧邻希腊盆地东北的大片区域，其中心坐标为14°48′S 90°00′E / 14.8°S 90°E，最宽处横跨2300公里，它的名称取自火星古典反照率特征。第勒纳高地呈现出典型的火星南部地貌，表面遍布了大大小小的撞击坑及其他崎岖凹凸的地形，坐落着火星上最古老的火山之一，大型的第勒纳火山口以及该地区最大的撞击坑赫歇尔陨击坑，其他主要特征还有利库斯谷和奥索尼亚山脉。如下图所示，在第勒纳高地中也可看到一些河道和沙丘。

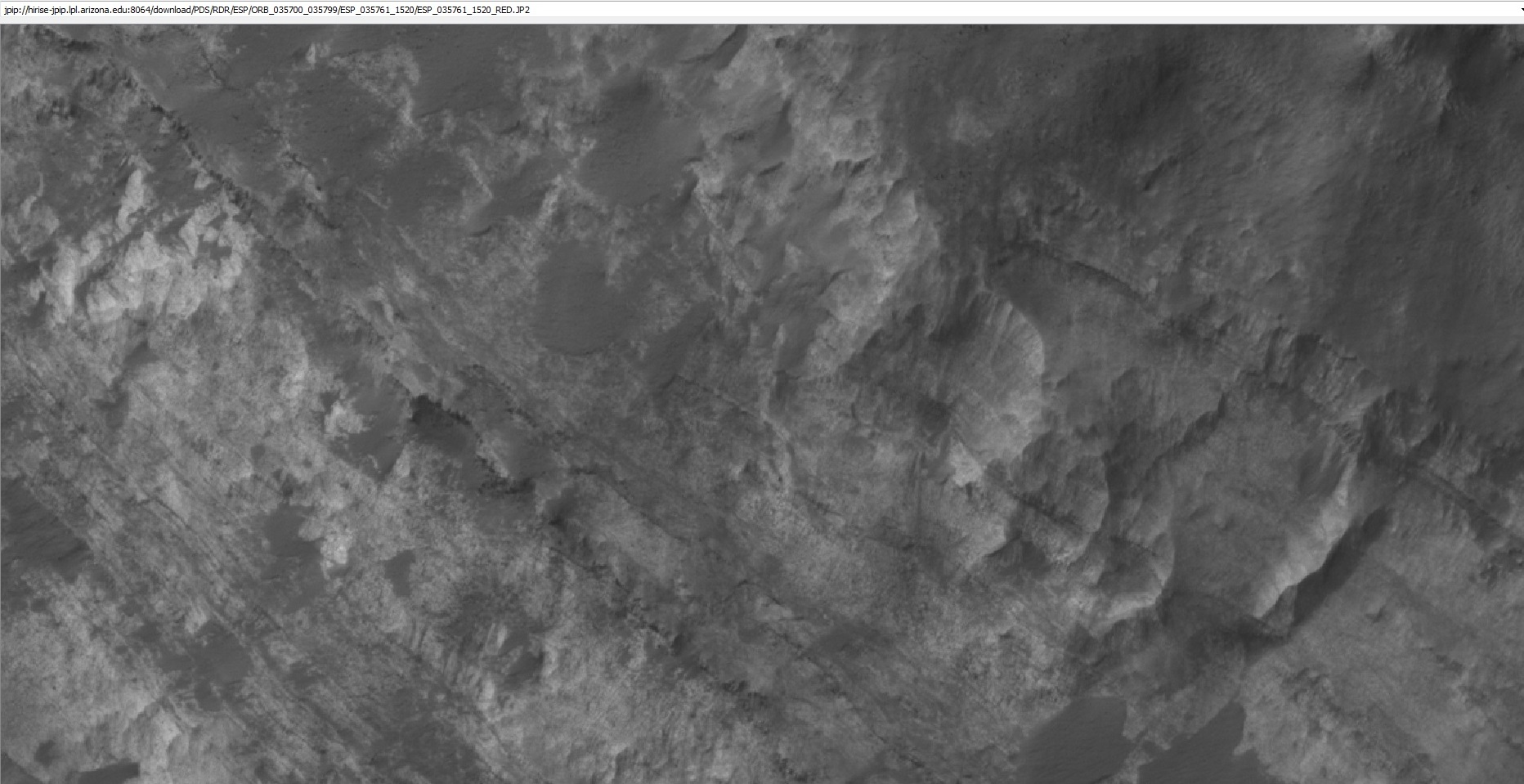
HiWish计划下高分辨率成像科学设备看到的雅庇吉亚区特比陨击坑东面一道山谷中的岩层。
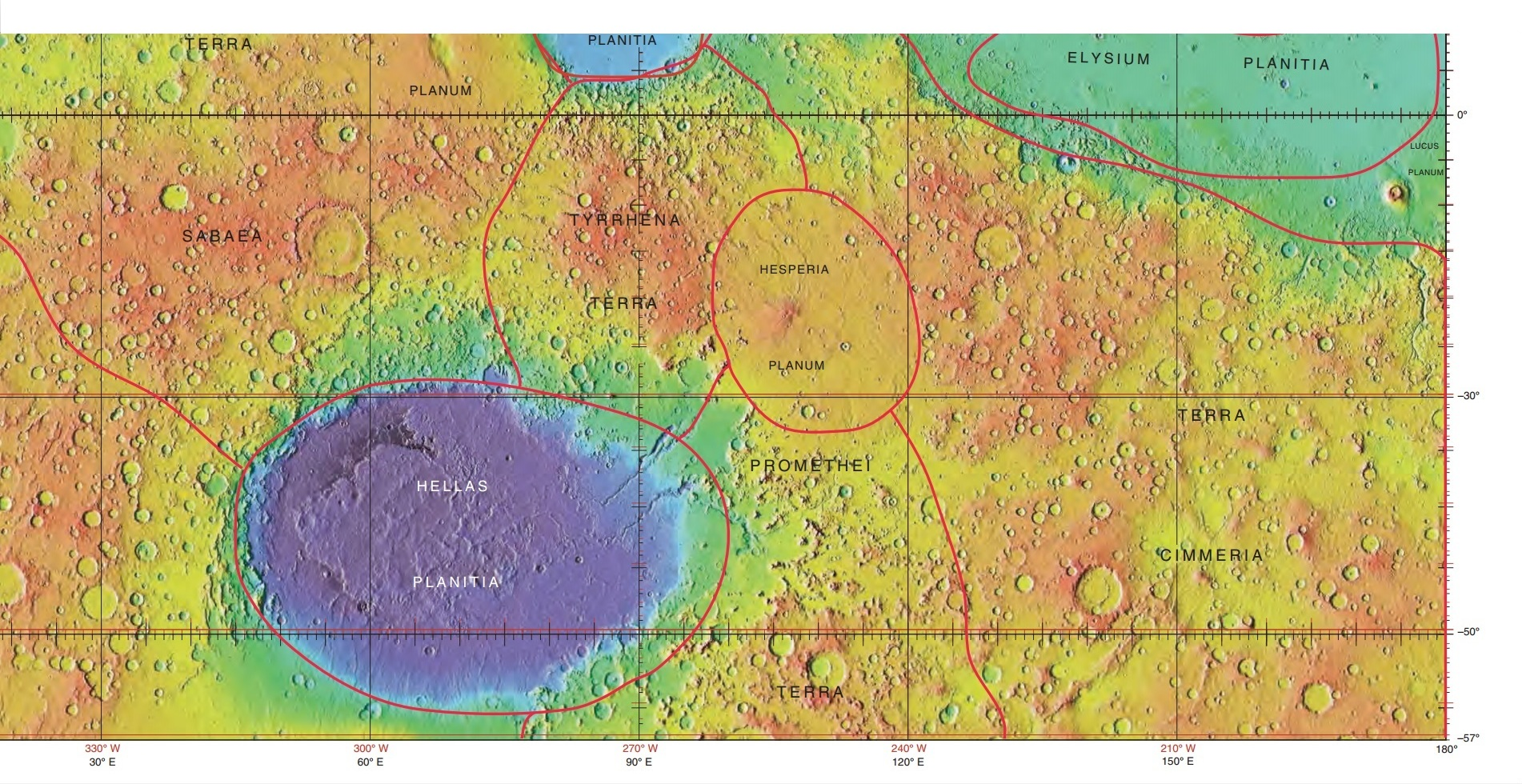
显示了第勒纳高地与附近其他地区边界的火星轨道器激光高度计地形图。

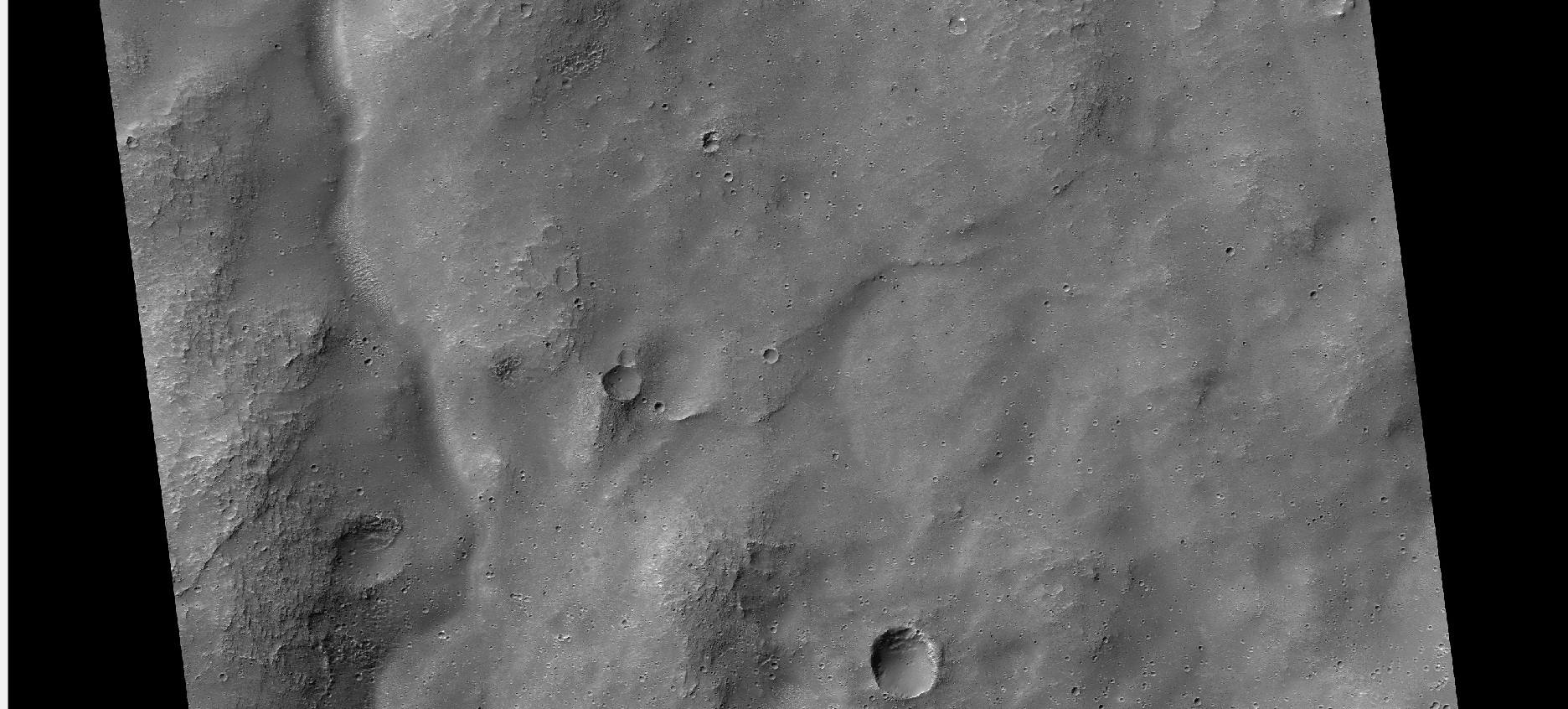
HiWish计划下高分辨率成像科学设备显示的奥索尼亚桌山中的河道。
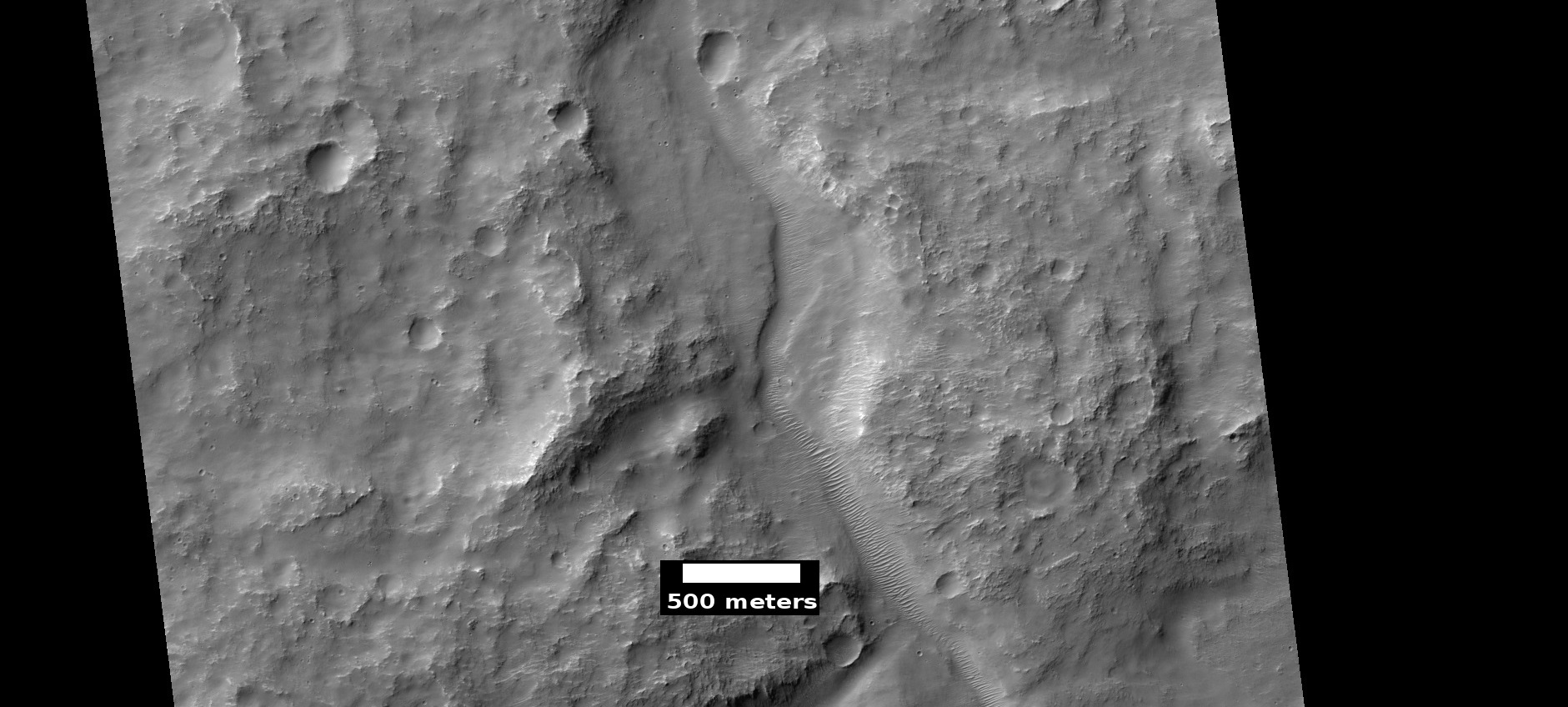
HiWish计划下高分辨率成像科学设备显示的河道内的一条大通道。
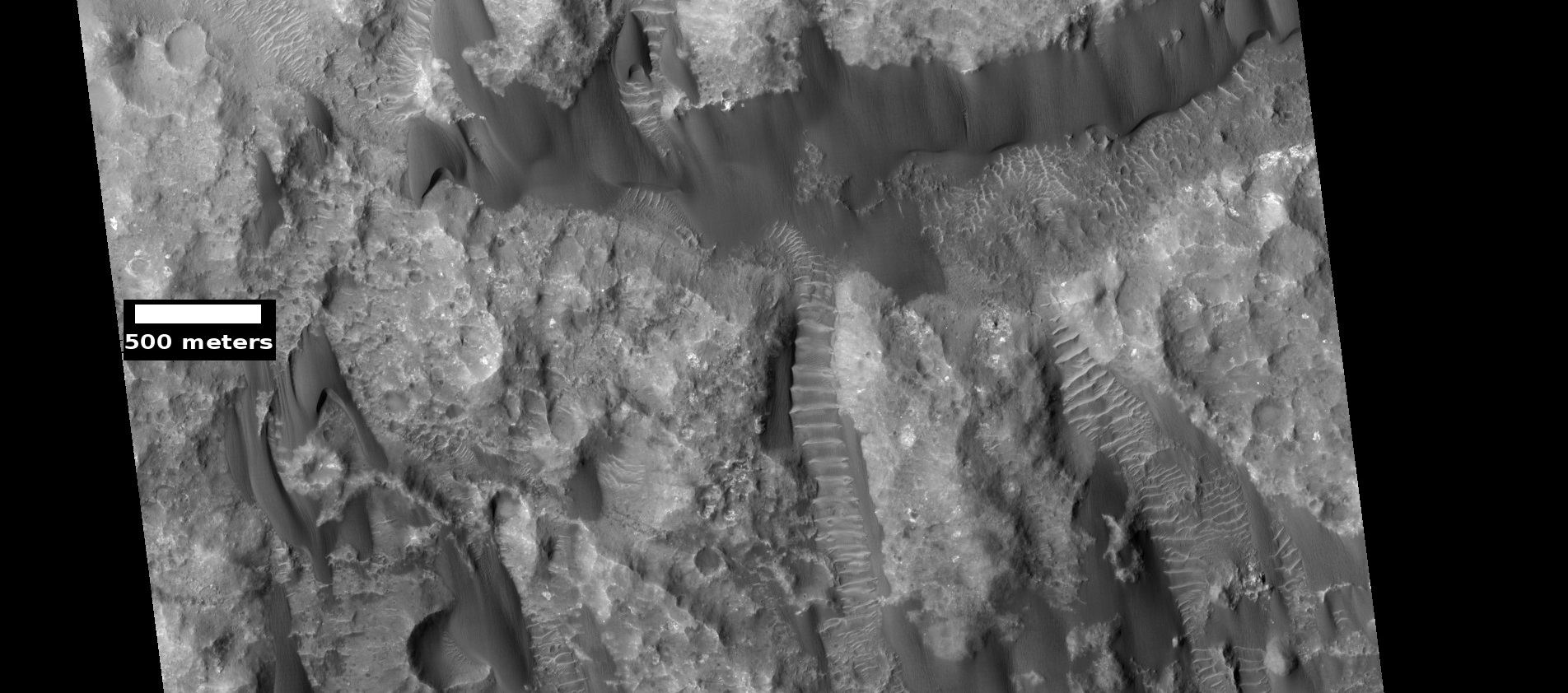
HiWish计划下高分辨率成像科学设备看到的陨坑中的沙丘。
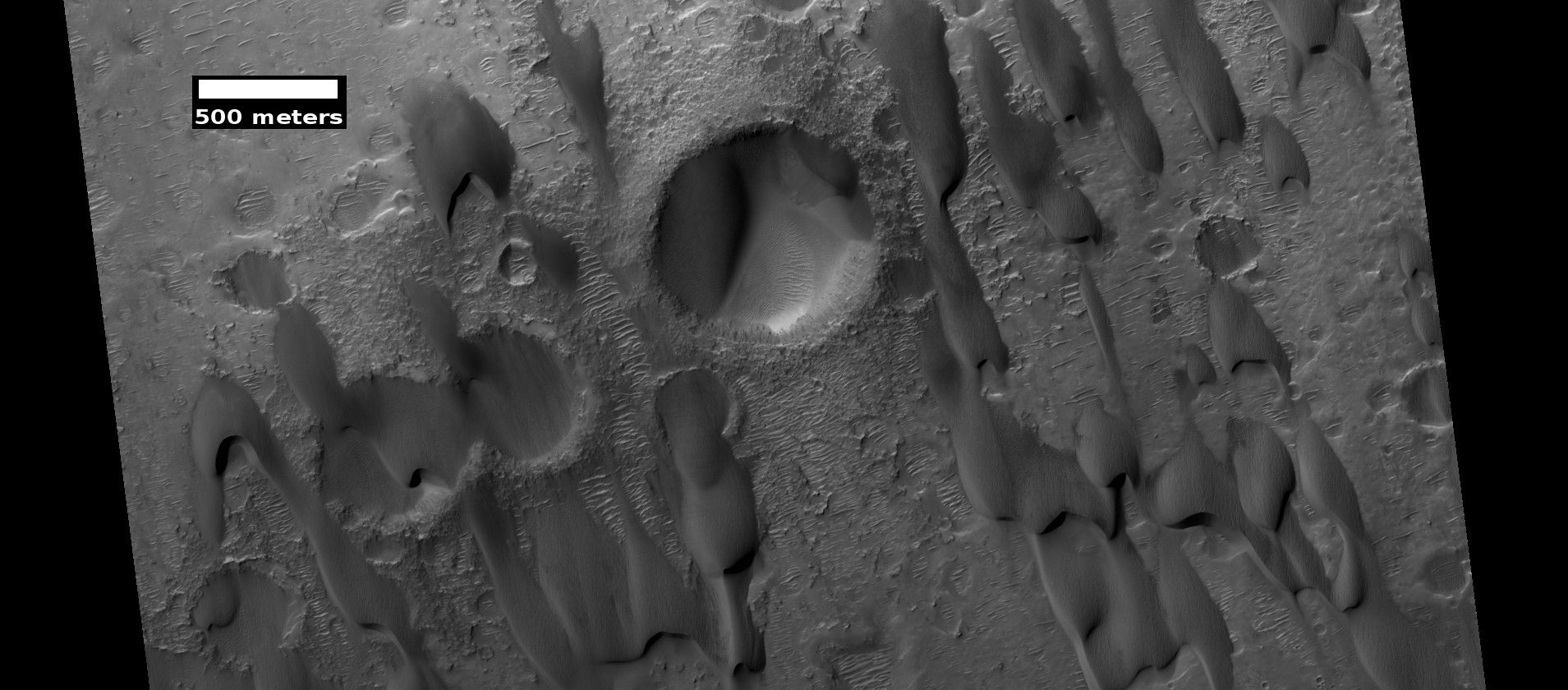
HiWish计划下高分辨率成像科学设备看到的陨坑之间的沙丘。
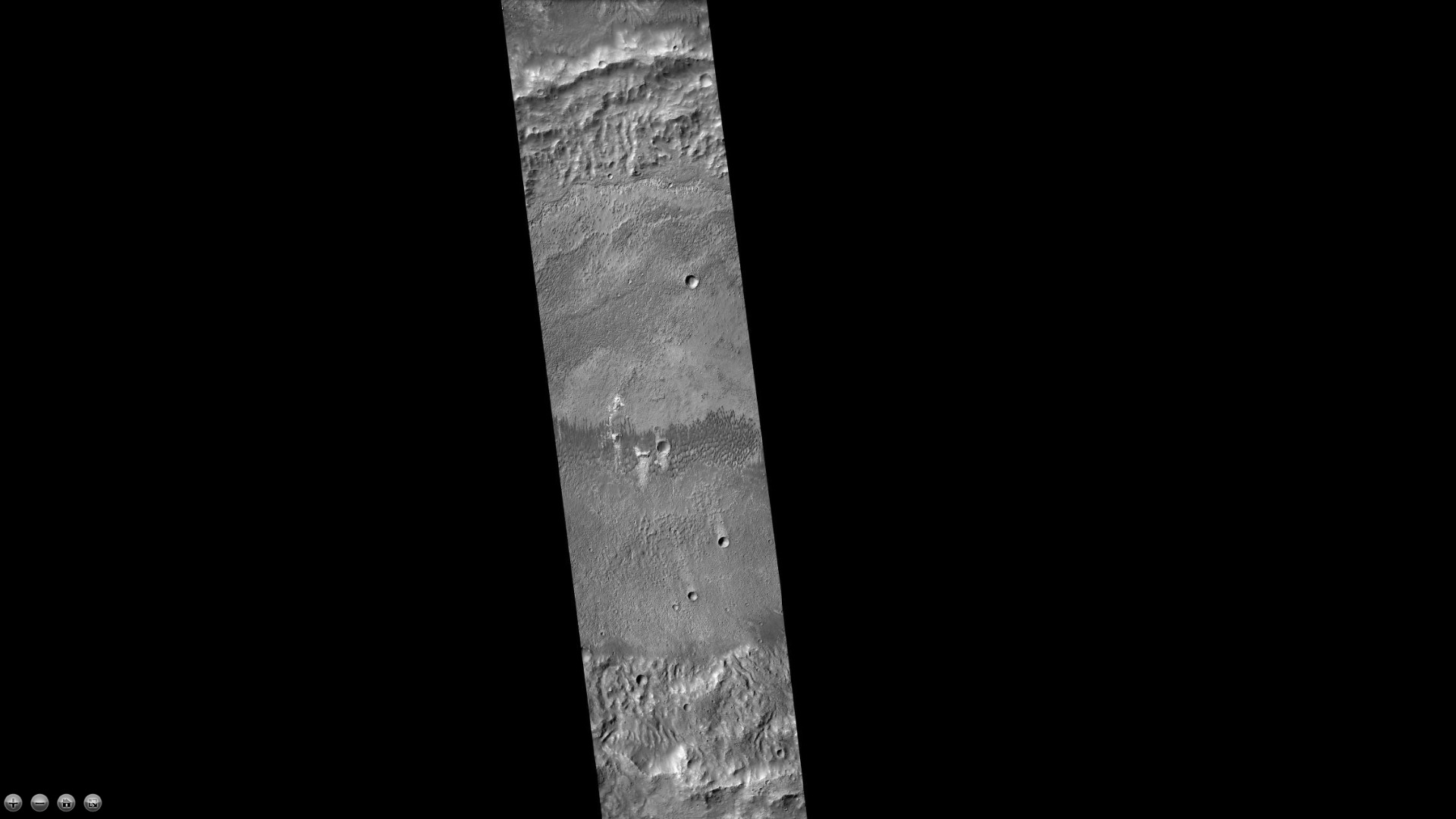
火星勘测轨道飞行器背景相机拍摄的布里奥特陨击坑。
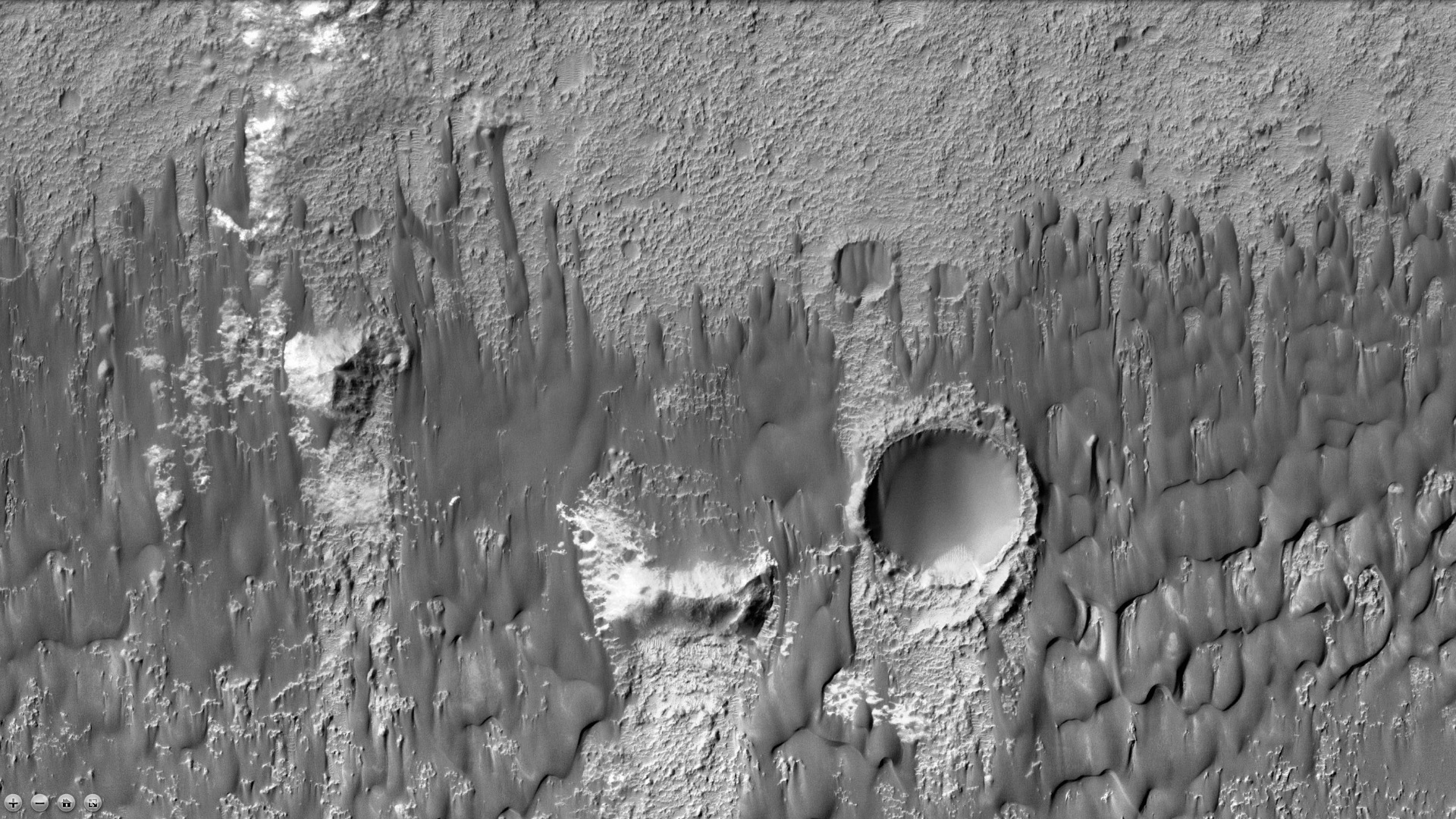
火星勘测轨道飞行器背景相机拍摄的布里奥特陨击坑内的沙丘。注：这前一幅布里奥陨击坑照片的放大版。

## 沙丘
当有稳定的风向以及足够多的沙子时，就会形成一座新月形沙丘。新月形沙丘的迎风侧一般为缓坡，而背风侧则是更陡的斜坡，在那里常形成沙角或凹口。上图中的一些沙丘为新月沙丘，新月沙丘是一条俄语术语，因为这种沙丘最早出现在突厥斯坦的沙漠地区。

## 柱状节理
熔岩流有时会冷却凝固成一大群大小大致相同的柱体，在火星上也看到了这种节理。

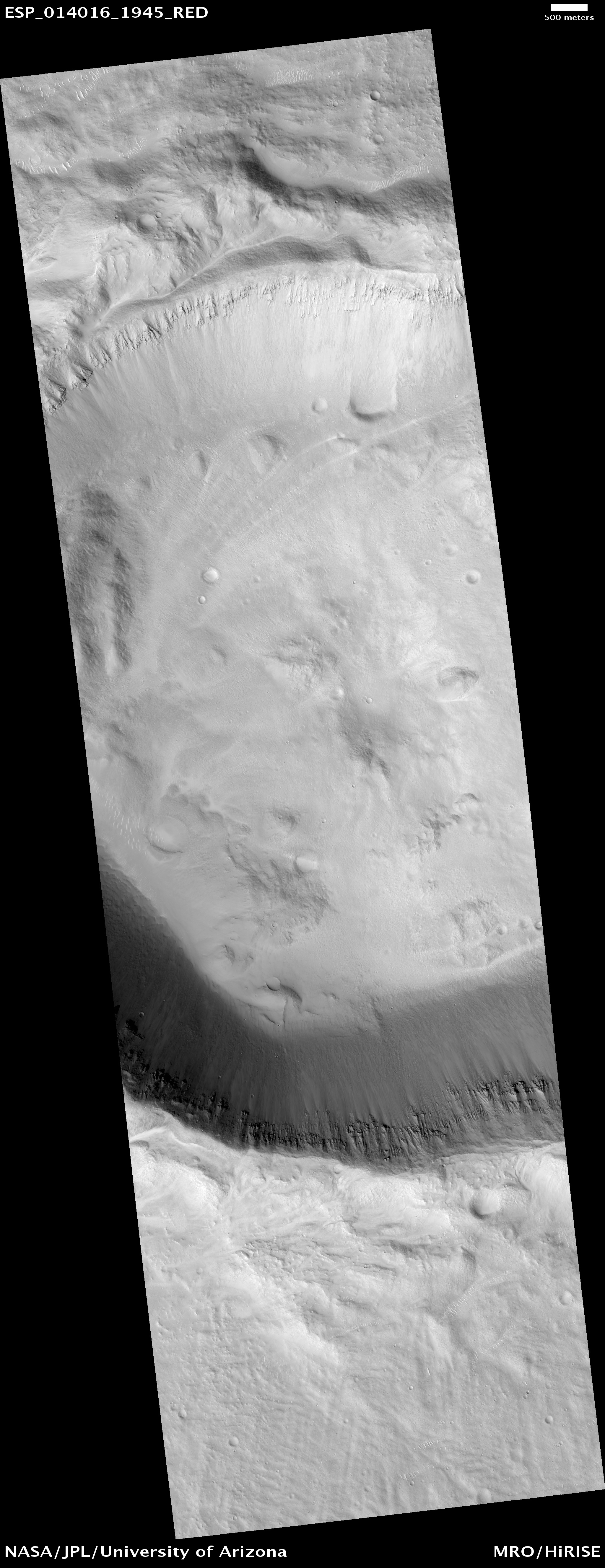
高分辨率成像科学设备拍摄的带的柱状节理的陨坑广角图，在随后的放大图像中将可看到。
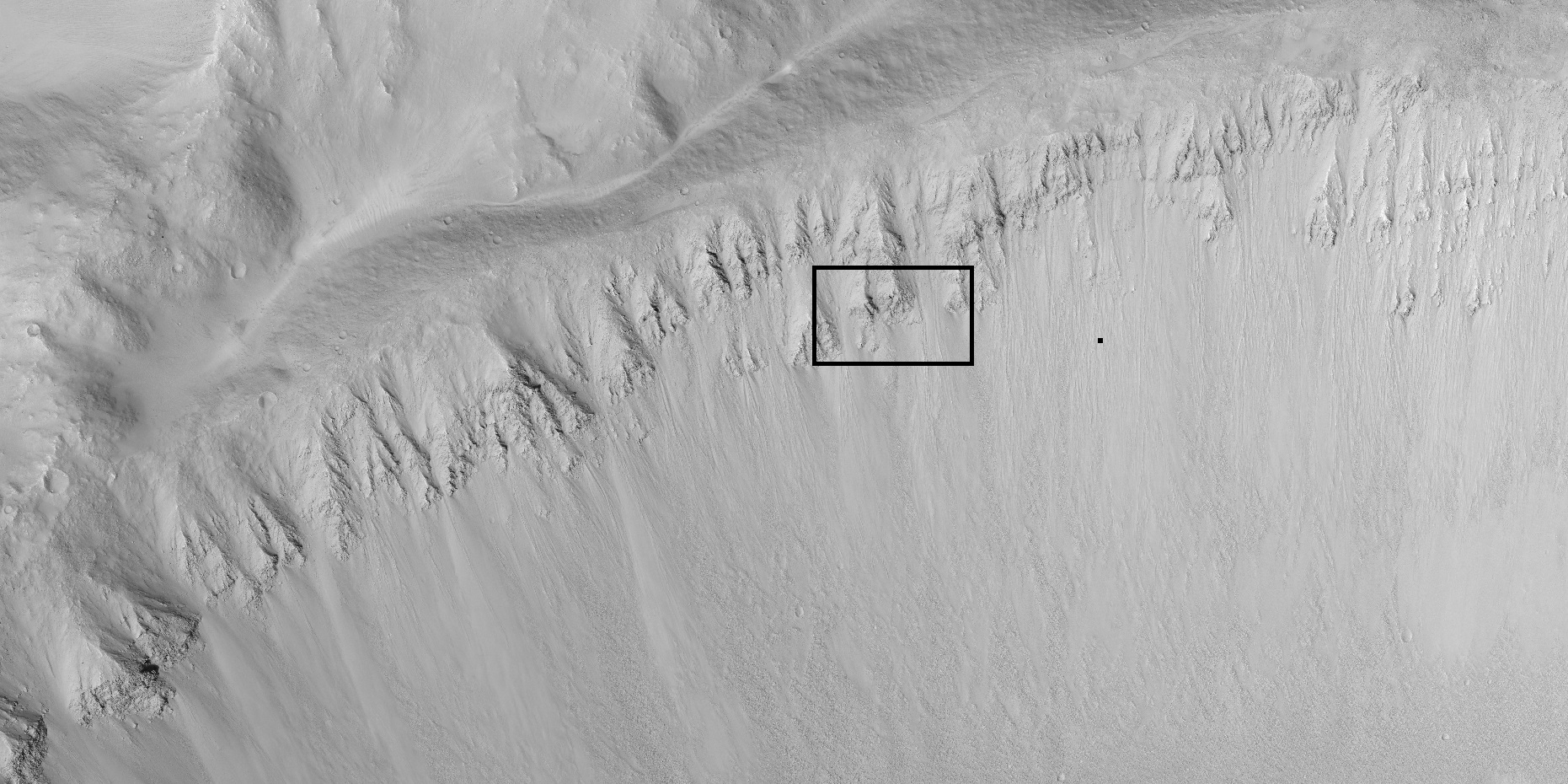
在后面的放大图中可以清楚地看到方框位置中带有柱状节理坑壁上的节理，高分辨率成像科学设备拍摄。
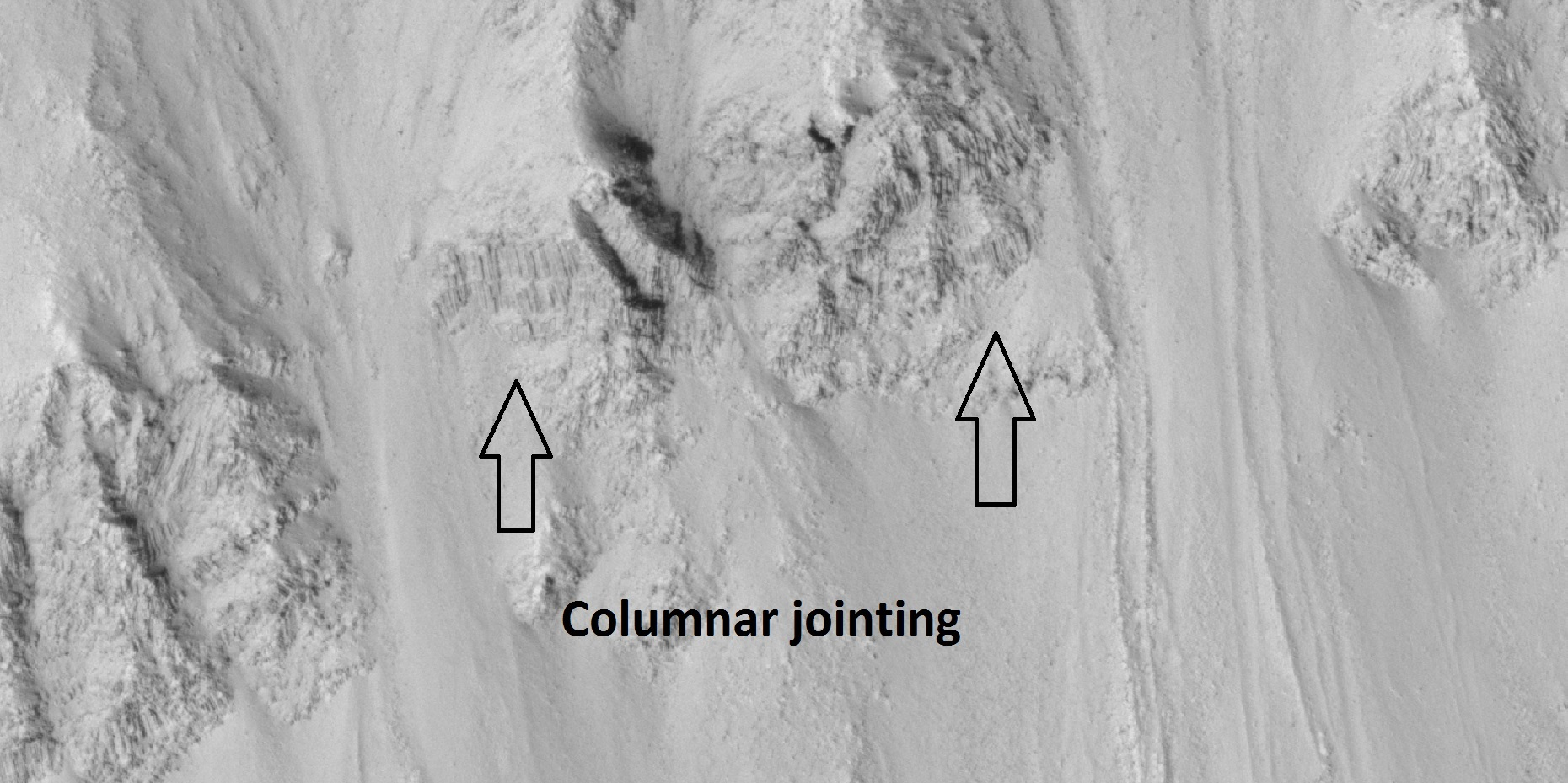
高分辨率成像科学设备拍摄的带有柱状节理坑壁的近景图。
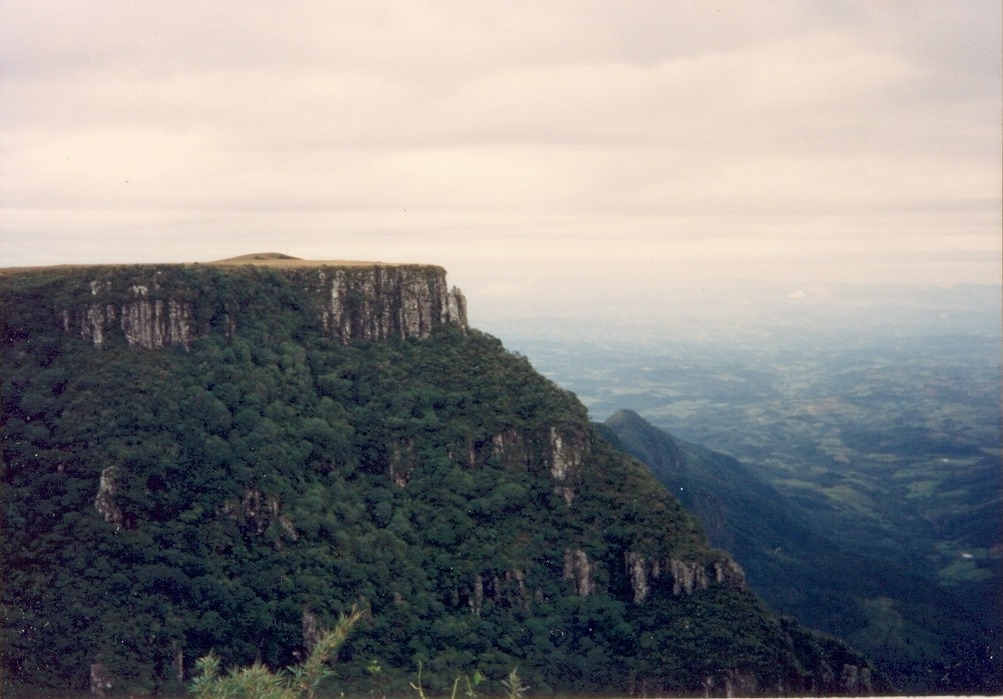
地球上的柱状节理。
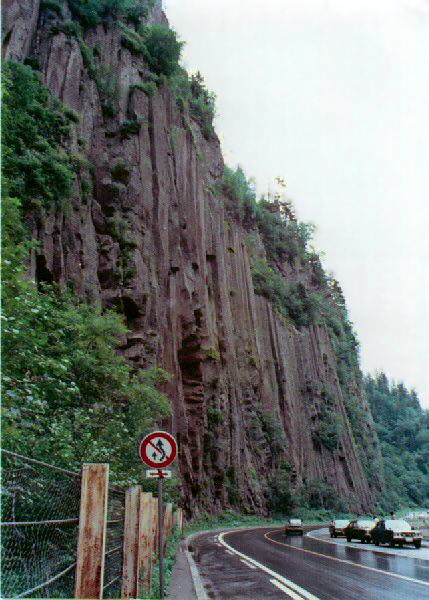
地球上的柱状节理。
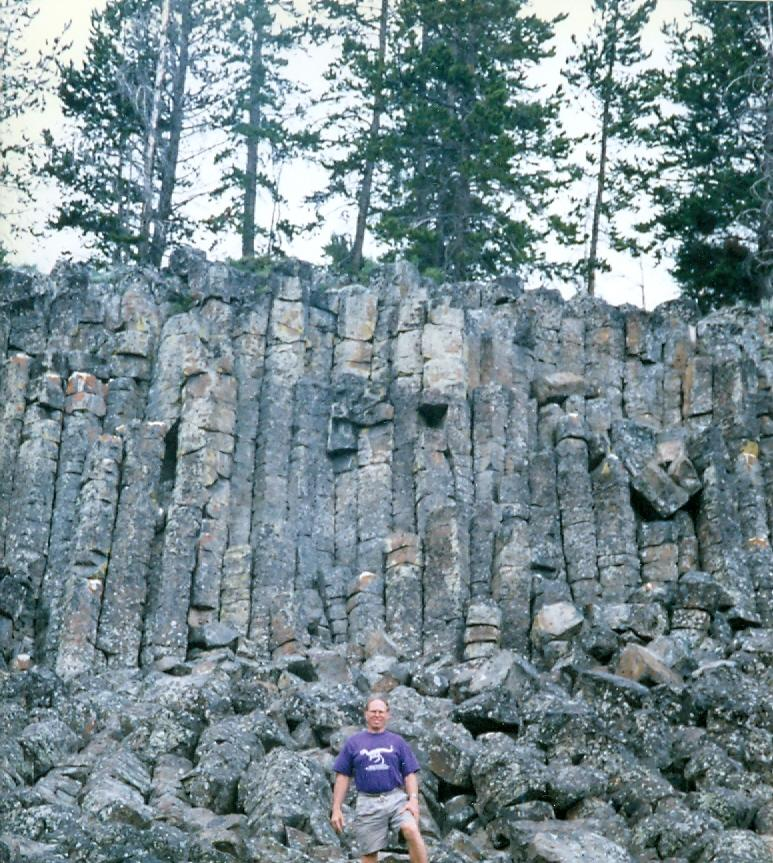
黄石国家公园中的柱状节理

## 另请查看
- 火星气候
- 节理
- 火星地质
- 新月形沙丘

## 参引资料
1. ↑  "第勒纳高地". Gazetteer of Planetary Nomenclature. USGS Astrogeology Research Program.
2. "第勒纳高地". Gazetteer of Planetary Nomenclature. USGS Astrogeology Research Program.
3. ↑  Pye, Kenneth; Haim Tsoar. . Springer. 2008: 138. ISBN 9783540859109.
4. ↑  .   [2021-08-19]. （原始内容存档于2014-10-30）.
5. ↑  .   [2021-08-19]. （原始内容存档于2017-06-28）.
6. ↑  Bates, R. and J. Jackson (eds.)  1976.  Dictionary of Geological Terms.  Doubleday, New York.
7. ↑  McEwen, A. et al.  2017.  Mars  The Pristine Beauty of the Red Planet.  University of Arizona Press.  Tucson.

- Complex geology of two large impact craters in Tyrrhena Terra, Mars: Detailed analysis using MEX HRSC camera data （页面存档备份，存于）

## 延伸阅读
- Lorenz, R.  2014.  The Dune Whisperers.  The Planetary Report: 34, 1, 8-14
- Lorenz, R., J. Zimbelman.  2014.  Dune Worlds:  How Windblown Sand Shapes Planetary Landscapes. Springer Praxis Books / Geophysical Sciences.